# Sân bay Weeze
Sân bay Weeze hay Sân bay Niederrhein (IATA: NRN, ICAO: EDLV) là một sân bay ở đô thị Weeze tại Niederrhein (Hạ Rhineland) phía tây Đức. Sân bay này có cự ly khoảng 33 km về phía đông nam của Nijmegen, Hà Lan và 48 km về phía tây bắc của Duisburg. Sân bay này nằm trên một căn cứ không quân cũ RAF Laarbruch, và bắt đầu hoạt động bay dân dụng từ năm 2003.
Sân bay Weeze chỉ được sử dụng cho các hãng hàng không giá rẻ, chủ yếu là Ryanair. Mã IATA là "NRN" so tên cũ là Flughafen Niederrhein.
Năm 2008, sân bay này đã phục vụ 1,52 triệu lượt khách, tăng 80% so với năm 2007, là mức tăng trưởng lớn trong số các sân bay tăng trưởng nhanh nhất châu Âu.

## Các hãng hàng không và tuyến bay
| Airlines              | Destinations |
| --------------------- | --- |
| Hamburg International | Antalya, Bourgas, Corfu, Faro, Heraklion, Lanzarote, Palma de Mallorca, Sharm El-Sheikh, Tel Aviv, Tenerife South |
| Nouvelair             | Monastir [bắt đầu từ mùa Hè 2009] |
| Pegasus Airlines      | Antalya [bắt đầu từ mùa Hè 2009] |
| Ryanair               | Alghero, Alicante, Almeria [bắt đầu từ ngày 5 Tháng 7], Ancona, Berlin-Schönefeld, Beziers [bắt đầu từ ngày 5 Tháng 7], Birmingham, Bologna, Bratislava [bắt đầu từ ngày 4 Tháng 7], Bydgoszcz, Cagliari, Dublin, Edinburgh, Faro, Girona, Gothenborg-City, Ibiza [bắt đầu từ ngày 7 Tháng 7], Krakow [bắt đầu từ ngày 7 Tháng 7], Lamezia Terme [bắt đầu từ ngày 6 Tháng 7], London-Stansted, Málaga, Manchester, Marrakech, Milan-Bergamo, Oslo-Torp, Palma de Mallorca, Pisa [bắt đầu từ ngày 6/6], Reus [bắt đầu từ ngày 4/6], Riga, Rome-Ciampino, Santander, Seville, Shannon, Stockholm-Skavsta, Stockholm-Vasteras, Tenerife-South, Trapani, Treviso, Turin [bắt đầu từ ngày 5 Tháng 7], Valencia, Valladolid [bắt đầu từ ngày 6 Tháng 7], Växjö, Wroclaw, Zadar [bắt đầu từ ngày 6 Tháng 7]. |
| Sky Airlines          | Antalya |
| SunExpress            | Antalya |
| Transavia             | Gran Canaria [theo mùa], Heraklion [bắt đầu từ ngày summer 2009] |

### Hãng vận chuyển hàng hóa
- SkyWings Cargo Airlines (Coventry)